# Lumbricus
Lumbricus ist eine Gattung der Regenwürmer, die etwa 14 Arten umfasst. Sie zeichnet sich durch ein vom Prostomium vollständig geteiltes erstes Körpersegment (Peristomium) und Rillen aus, die den Rand des Prostomium bilden und bis zur Rille zwischen den ersten beiden Segmenten verlaufen (tanylobische Kopfanatomie). Hoden und Samenleiter sind von einer kleinen Tasche umgeben und in den Segmenten neun, elf und zwölf vorhanden. Die Borsten sind eng gepaart. Die Nephridialblasen sind J-förmig.
Häufige Arten aus Mitteleuropa sind:
- Roter Waldregenwurm  (Lumbricus rubellus), ein gewöhnlich rotbrauner oder rotvioletter Wurm von 7 bis 15 cm Länge
- Brauner Laubfresser (Lumbricus castaneus) ist kastanienbraun bis violettbraun bei einer Länge von etwa 3 bis 5 cm
- Tauwurm (Lumbricus terrestris) oder Gemeiner Regenwurm, ein 9 bis 30 cm langer Wurm mit oben vorne dunklem Körper und dunklen Längsstreifen hinten
- Lumbricus festivus ist rot-braun und 5 bis 10 cm lang
- Badischer Riesenregenwurm (Lumbricus badensis) ähnelt L. terrestris und erreicht eine Länge von 34 bis 60 cm